# Anathallis mazei
Anathallis mazei är en orkidéart som först beskrevs av Ignatz Urban, och fick sitt nu gällande namn av Carlyle August Luer. Anathallis mazei ingår i släktet Anathallis och familjen orkidéer.
Artens utbredningsområde är Guadeloupe. Inga underarter finns listade i Catalogue of Life.